# Kiepanjaure
Kiepanjaure är en sjö i Kiruna kommun i Lappland och ingår i Torneälvens huvudavrinningsområde. Sjön har en area på 13,2 kvadratkilometer och ligger 629,1 meter över havet. Sjön avvattnas av vattendraget Kiepanjåkkå (Päkkejåkkå).

## Delavrinningsområde
Kiepanjaure ingår i det delavrinningsområde (761077-167678) som SMHI kallar för Utloppet av Kiepanjaure. Medelhöjden är 679 meter över havet och ytan är 66,54 kvadratkilometer. Det finns inga avrinningsområden uppströms utan avrinningsområdet är högsta punkten. Kiepanjåkkå (Päkkejåkkå) som avvattnar avrinningsområdet har biflödesordning 3, vilket innebär att vattnet flödar genom totalt 3 vattendrag innan det når havet efter 497 kilometer. Avrinningsområdet består mestadels av kalfjäll (61 procent). Avrinningsområdet har 14,04 kvadratkilometer vattenytor vilket ger det en sjöprocent på 21,1 procent.